# Klezmerson
Klezmerson es una agrupación musical originaria de la Ciudad de México, que combina melodías y ritmos de la tradicional música judía Klezmer de Europa del Este, con ritmos latinos de estados del sur de México como Oaxaca y Veracruz, además de música gitana y de Medio Oriente. Los géneros musicales que manejan por lo tanto, van desde el klezmer, salsa, danzones, son huasteco, jarocho, cumbia, funk, rock y jazz, con especial homenaje al mambo de Dámaso Pérez Prado.

## Formación y primeros años
Benjamin Shwartz, fundador de Klezmerson, es mexicano pero de raíces judías. Estudió en el Musicians Institute y la carrera de composición en el Centro de Investigación y Estudios de la Música (CIEM). Como compositor, violinista y pianista, se inspiró en los discos de Masada de John Zorn y decidió explorar la música klezmer desde el punto de vista mexicano y crear algo nuevo.
En 2003 inicia un proyecto de disco para grabarlo con amigos sin intención de presentarse en vivo pero de igual forma decide enviar sus grabaciones a distintas personas de la industria musical, tanto disqueras como músicos que admiraba. No recibió más que una felicitación por correo electrónico de John Zorn.

## Trayectoria musical
En 2005 un amigo le ofrece distribuir su disco, por lo que invita a otros músicos para formar oficialmente la banda y se estrena así formalmente el disco homónimo interpretando música tradicional y puramente instrumental. Klezmerson empieza a presentarse en diversos escenarios de la Ciudad de México. Su primera presentación fue en el Centro cultural de España en México.
En 2008 estrenan su segundo disco de estudio llamado Klezmerol. Usando temas tradicionales pero en esta ocasión Benjamin Shwartz comienza a componer temas originales y combinar y experimentar con instrumental y voces.
En 2011 John Zorn, por recomendación de Cyro Baptista, invita a Klezmerson a grabar el disco Siete bajo el sello de Tzadik Records. Producido por Benjamin Schwartz y Alejandro Otaola.
En 2012 se estrena una versión en vivo Klezmerson LIVE - 2012 de las canciones de su tercer disco Siete.
En 2013 John Zorn llega a México para el Festival Internacional BESTIA e invita a Klezmerson a compartir escenario en su concierto Moonchild con Mike Patton en el Lunario del Auditorio Nacional de la Ciudad de México. Posteriormente les ofrece trabajar en un disco dentro de su proyecto Book of Angels, dándoles 12 melodías para arreglar con su propio estilo. Este proyecto de John Zorn es fruto de sus composiciones masivas de melodías a partir de las cuales invita a otros músicos que elige personalmente y los cuales arreglan bajo su propio estilo y preferencia para crear una serie de canciones bajo el nombre de un Book of Angels, llamado así porque cada una lleva el nombre de un ángel judeocristiano. Estos cancioneros tienen la participación de músicos de gran renombre como: Pat Metheny, Marc Ribot, Uri Caine y Cyro Baptista, Eyvind Kang, The Dreamers, Masada Quintet y Secret Chiefs 3.
En enero de 2014, de las 12 melodías que Benjamín Schwarts recibe de John Zorn, se sacaron 9 canciones para el disco titulado Amon Masada: Book Two, Book of Angels, volume 24. Este disco es el quinto en total, pero cuarto álbum de estudio para Klezmerson. 
El 30 de abril de 2015 presentan por primera vez en vivo el contenido del disco Amon Masada: Book Two, Book of Angels, volume 24 en el concierto de la Ciudad de México en el recinto Bajo Circuito.
Klezmerson forma parte de la “Radical Jewish Culture” conformada por más de 160 discos que buscan la difusión cultural judía, con John Zorn como uno de los principales promotores.

## Integrantes

### Fundador y líder
Benjamin Shwartz - Viola, sintetizador, piano, órgano, jaranas

### Músicos base
- María Emilia Martínez - Flauta y Vocales.
- Chatrán González - Percusión (darbuka, dobro, conga, hammond, daouli,[1] daholla, djembe y bendhir).
- Carina López - Bajo.
- Federico Schmuckler - Guitarra.
- Carlos Metta - Jarana huasteca, percusiones.

### Músicos invitados
- Carlos “Chali” Mercado - Batería y percusión.
- Juan Manuel Ledezma - Guitarra, requinto, leona.
- Dan Zlotnik -Saxofones, clarinete
- Marco Rentería - Bajo.
- Gustavo Nandayapa -  Batería, percusión.
- Osiris Caballero León - Violín, jarana.
- Rolando Morejón - Violín
- Alejandro Otaola - Guitarra eléctrica
- Natalia Pérez - Chelo
- Moisés García - Trompeta
- Homero Santiago - Trombón
- Rodrigo Santoyo - Oud
- Juan “El Cubas” Fridman - Guitarra, dobro y jaranas.
- Sabino Paz - Contrabajo y bajo eléctrico.

## Discografía
| Álbum                      | Lista de canciones                                                                                         | Año de estreno                           | Producción                               | Sello discográfico |
| -------------------------- | --- | ---------------------------------------- | ---------------------------------------- | ------------------ |
| Klezmerson                 | Tartar Tantz Lieberman F Freylech Araber tantz Der Heyser Bulgar Misirlou Odessa Bulgarish Moldavian Hora  | 2005                                     | Benjamín Shwartz                         | Independiente      |
| Klezmerol                  | No es por nada Pastelito de Piña Klezmerol Lataynish Fly By Las Negras Katarinke Impaciencia Jarochn Tantz | 2008                                     | Benjamín Shwartz                         | Independiente      |
| Siete                      | Superstición Augmented Migra-Son Se va Seven Zuntik Capara-Son                                             | 2011                                     | Benjamín Shwartz y Alejandro Otaola      | Tzadik Records     |
| Klezmerson LIVE            | Superstición Augmented No es por nada Mosirlou Klezmerol Seven Lieberman F.F. Tartar Tantz                 | 2012                                     | Benjamín Shwartz                         | Independiente      |
| Amon Masada Book of Angels | Samchia Iahmel Abachta Yefefiah Mashith Sehibiel Zikiel Kabshiel Amabiel                                   | Estreno en concierto: 30 de mayo de 2015 | Benjamín Shwartz con música de John Zorn | Tzadik Records     |

## Giras
Klezmerson ha hecho giras por Estados Unidos, Canadá, Italia, Dinamarca, Suecia, Austria y Guatemala.

## Presentaciones relevantes
| Evento                                        | Fecha                   | Lugar                                                          | Participación con otros músicos                                                                     |
| --------------------------------------------- | ----------------------- | -------------------------------------------------------------- | --------------------------------------------------------------------------------------------------- |
| Vive Latino 2010                              | 23-25 de abril de 2010  | Foro SOL, CDMX.                                                | Calle 13, Julieta Venegas, Tijuana No, Paté de Fuá, El Cuarteto de Nos, Empire of the Sun.          |
| Klezmerson                                    | 1 de diciembre de 2011  | Multiforo El Plaza Condesa. CDMX.                              | Dueto con Juan Manuel Torreblanca. Fausto Palma & The Strictly                                      |
| Ashkenaz Festival                             | 3 de septiembre de 2012 | Harbourfront Center, Canadá.                                   | |
| Festival Klezmore de Viena                    | noviembre de 2012       |                                                                | |
| Klezmerson en concierto                       | 27 de mayo de 2013      | Foro El Imperial. CDMX.                                        | |
| A las Puertas del Palacio                     | 25 de octubre de 2013   | Palacio de Bellas Artes, CDMX.                                 | Big Band Jazz de México                                                                             |
| Estreno en vivo de Amon Masada Book of Angels | 30 de abril de 2015     | Bajo Circuito, CDMX                                            | Alejandro Otaola                                                                                    |
| KulturfestNYC                                 | 19 de junio de 2015     | Nueva York, USA.                                               | Isle of Klezbos                                                                                     |
| Stone Avenue Block Party                      | 22 de octubre de 2015   | Tucson, Arizona                                                | |
| Klezmerson en Silver City                     | 23 de octubre de 2015   | WNMU Fine Arts Center Theatre. Silver City, Nuevo México, USA. | |
| Aperitivo in concerto                         | 22 de noviembre de 2015 | Teatro Manzoni. Milán, Italia.                                 | Marc Ribot                                                                                          |
| Festival Bestia Ciclo John Zorn México        | 5 de diciembre de 2015  | Lunario del Auditorio Nacional, CDMX.                          | John Zorn                                                                                           |
| Festival Internacional Ollin Kan              | 17 y 20 de mayo de 2017 | Deportivo Vivanco, CDMX.                                       | La Internacional Sonora Balkanera, VibraMuchá, Kayra Silabaa, Los Impresentables, Calacas Jazz Band |